# Lino Vombömmel
Lino Vombömmel OFM (* 24. Juli 1934 in Teresópolis, Bundesstaat Rio de Janeiro, Brasilien; † 6. August 2007 in Santarém, Bundesstaat Pará, Brasilien) war ein brasilianischer Ordensgeistlicher und römisch-katholischer Bischof von Santarém.

## Leben
Lino Vombömmel trat der Ordensgemeinschaft der Franziskaner bei und studierte Theologie und Philosophie von 1950 bis 1956 am Colégio São Luiz e Tolosa em Rio Negro (PR) und dem Seminário de Santo Antônio em Agudos (SP). Von 1958 bis 1959 studierte er Theologie am franziskanischen Seminar in Curitiba (PR). Am 15. Dezember 1962 empfing er die Priesterweihe und absolvierte ein Aufbaustudium am Theologischen Institut der Franziskaner („Instituto Teológico Franciscano de Petrópolis“) in Petrópolis (RJ). An der Sprachenschule des Franziskanerordens in Tokio, einem Ableger der Katholischen Universität von Amerika, erlernte er von 1964 bis 1966 die japanischen Sprache. Von 1964 bis 1967 war er zudem für den Orden in Japan engagiert. Nach einem weiteren Studium an Universidade de Mogi das Cruzes 1969/1970 war er Pfarrer in São Paulo und übernahm Leitungsaufgaben im Erzbistum sowie in der Ordensleitung. Er war nationaler Präsident der japanisch-brasilianischen Pastoral und Apostolischer Delegierter der japanischen Mission.
Am 25. Mai 1981 wurde er von Papst Johannes Paul II. zum Weihbischof im Bistum Santarém bestellt und zum Titularbischof von Iunca in Byzacena ernannt. Die Bischofsweihe spendete ihm der Apostolische Nuntius in Brasilien, Erzbischof Carmine Rocco, am 15. August 1981. Mitkonsekratoren waren der Bischof von Santarém, James Michael Ryan, und der Erzbischof von Belém do Pará, Alberto Gaudêncio Ramos.
Am 9. Juni 1983 ernannte ihn Papst Johannes Paul II. zum Koadjutorbischof von Santarém. Mit dem Rücktritt James Michael Ryans am 27. November 1985 folgte er diesem als Bischof von Santarém nach.
Am 28. Februar 2007 nahm Papst Benedikt XVI. seinen vorzeitigen Rücktritt an.